# Birkut
Birkut – polski herb szlachecki.

## Opis herbu
Opis z wykorzystaniem zasad blazonowania, zaproponowanych przez Alfreda Znamierowskiego:
W polu błękitnym strzała złota bez opierzenia, u dołu rozdarta na kształt kotwicy, pod nią po bokach po gwieździe złotej. 
Nad tarczą hełm w koronie. 

## Najwcześniejsze wzmianki
Nieznana geneza herbu. Jego opis pojawia się dopiero w 1870 w Słowniku heraldycznym... Juliana Krzyżanowskiego, skąd informację zaczerpnął Juliusz Karol Ostrowski.

## Herbowni
Nieznane są nazwiska herbownych uprawnionych do używania tego herbu. Birkut może być zarówno nazwą herbu własnego, wówczas do używania go uprawniony byłby ród o nazwisku Birkut, bądź też może odnosić się do wyglądu herbu (herb mówiący), bowiem słowo Birkut oznaczało dawniej strzałę z orlimi piórami.
Fikcyjny ród Witoszowców, stworzony na potrzeby serii komiksowej osadzonej w realiach I Rzeczypospolitej przez rysownika Wojciecha Birka, miał używać herbu Birkut. Autor nie znał jednak herbu przytaczanego przez Ostrowskiego, więc herby te mają wspólną tylko nazwę.